# Âge du bronze britannique

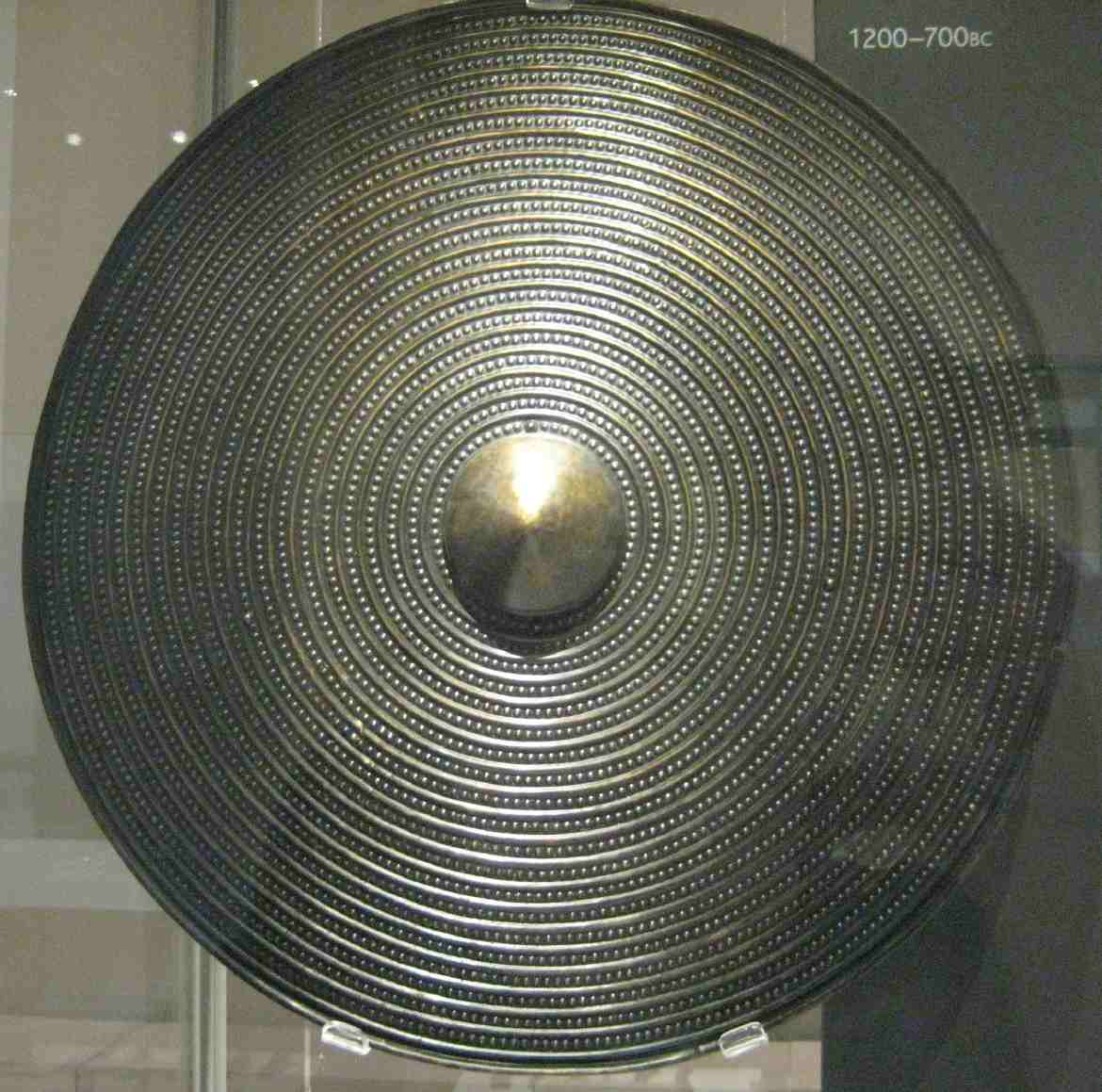
Bouclier en bronze (entre 1200 et -700)

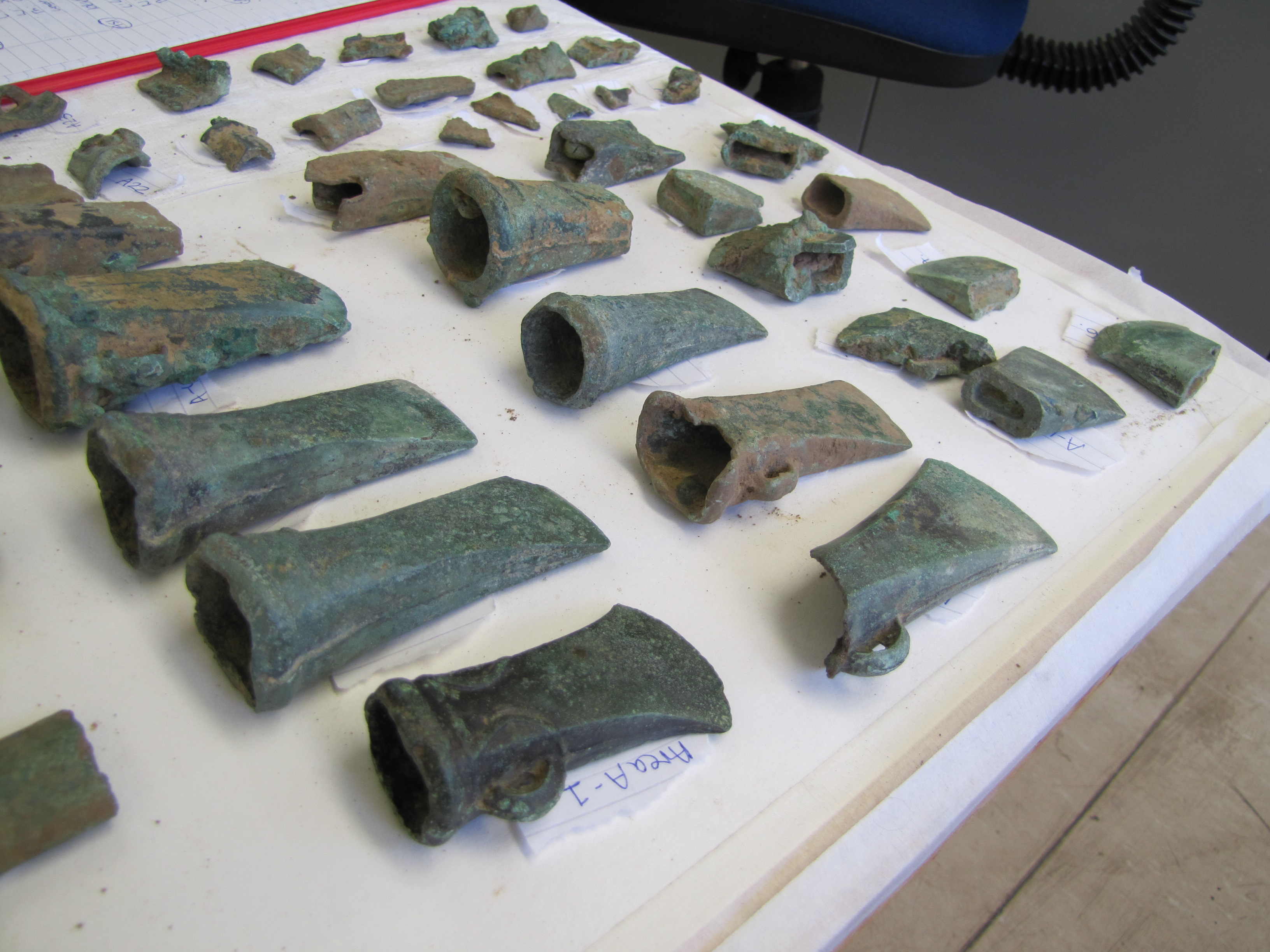
Haches en bronze à cavité

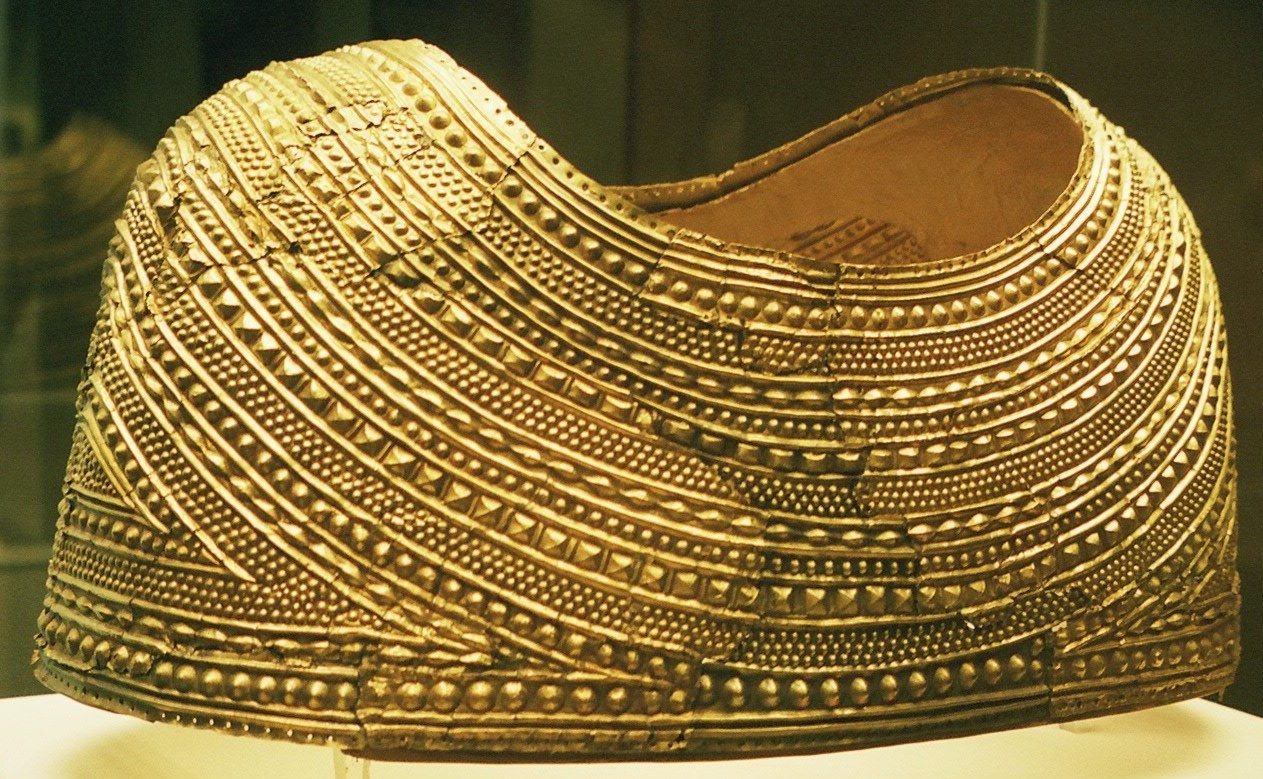
Le gorgerin de Mold, un ornement rituel en or massif de la culture du Wessex, vers 1900 - -1600, Mold, Flintshire, Pays de Galles

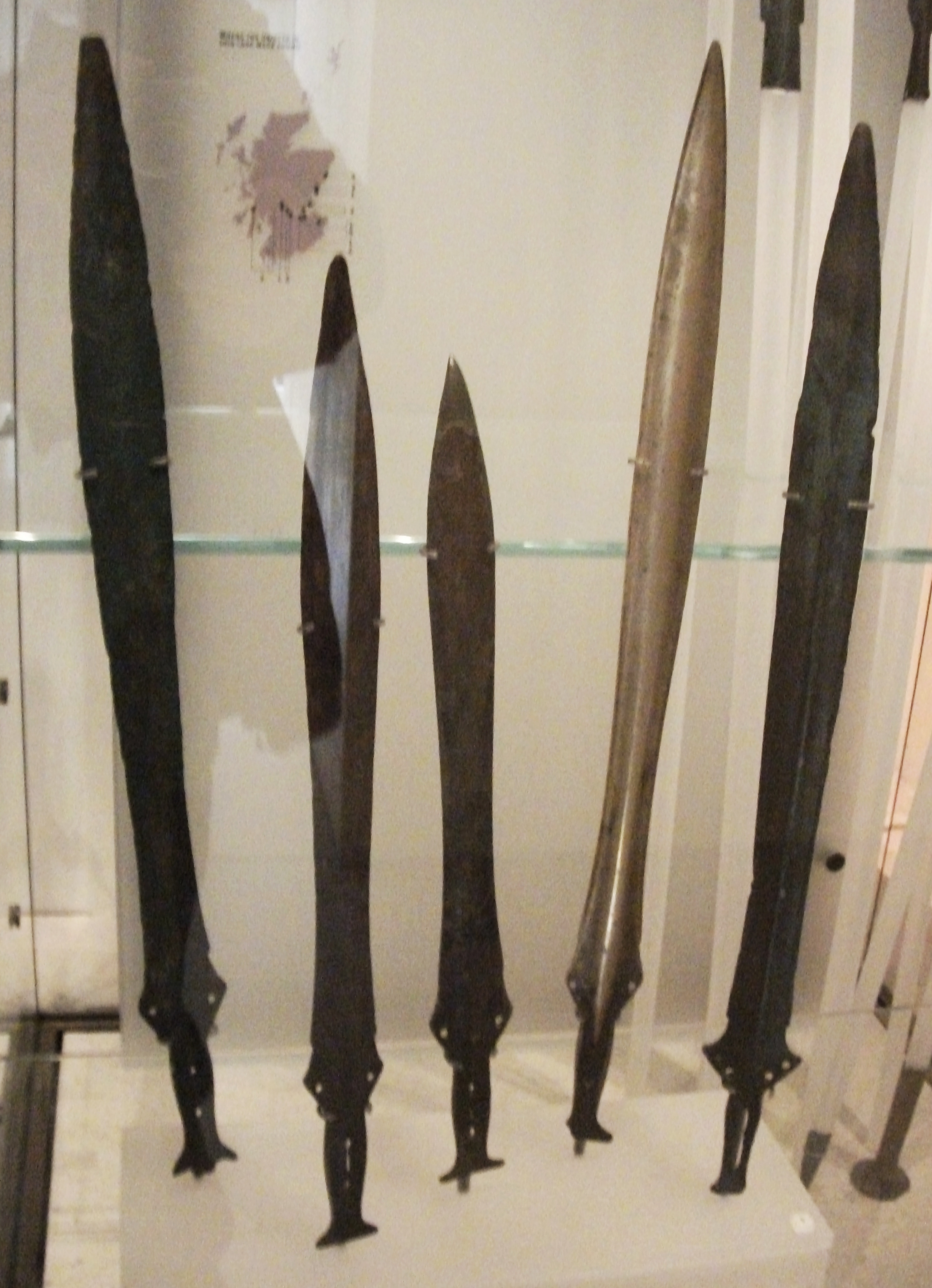
Épées de bronze découvertes en Écosse

L'âge du bronze britannique est une période de la préhistoire de la Grande-Bretagne qui s'étend d'environ 2150 à 700 av. J.-C., soit environ 1 450 ans. Elle est précédée par le Néolithique britannique et suivie par l'âge du fer britannique.

## Avant le bronze
Comme dans le reste de l'Ouest européen, une migration massive venue du continent introduit la culture campaniforme dans l'île vers 2400 av. J.-C.. La propagation du Campaniforme est associée au remplacement d'environ 90 % du patrimoine génétique du chromosome Y et d'une proportion majoritaire de l'ADN autosomal existants en quelques centaines d'années. Cette migration est le prolongement de l'expansion vers l'ouest des populations originaires de la steppe pontique (culture Yamna), arrivées en Europe centrale et du nord au cours des siècles précédents. 
De nombreux sites à henges indigènes sont adoptés par les nouveaux arrivants.

## Gisements de cuivre et d'étain
La métallurgie du bronze traverse la Manche vers 2150 av. J.-C. La riche culture du Wessex se développe pendant cette période dans le sud de l'Angleterre. Elle résulte de la fusion d’importants groupes campaniformes qui découvrent puis exploitent systématiquement les gisements locaux de cuivre et d’étain. Le cuivre était extrait de sites comme les mines du Great Orme, dans le nord du Pays de Galles. Les Cornouailles furent à cette époque une source majeure d'étain pour une grande partie de l'Europe et du bassin méditerranéen. La richesse proverbiale de ces gisements fit de ce pays, pour les marchands du monde méditerranéen, les Îles Cassitérides (du grec Κασσίτερος, « étain »).

## Métallurgie
Les premières haches en bronze, fabriquées par moulage, s'inspiraient dans leur forme des haches en pierre polie du Néolithique. Par la suite, elles ont incorporé une cavité, permettant d'y glisser le manche en bois, et un petit anneau pour pouvoir attacher une lanière de consolidation. On trouve souvent dans les fouilles des groupes de haches en bronze non usées, suggérant d'éventuels dépôts rituels ou bien l'appropriation des outils de bronze par quelques individus privilégiés. On a aussi trouvé de nombreuses épées de bronze en forme de feuille élancée, en compagnie de pointes de lances et de flèches en bronze.
Les artisans de cette période étaient également habiles à fabriquer des ornements en or ou en argent, et des exemplaires ont été trouvés dans des tombes de la culture du Wessex.

## Agriculture
De grandes exploitations d'élevage de bétail se développèrent dans les plaines. Celles-ci semblent avoir contribué à une déforestation croissante.

## Sépultures
Les groupes sociaux semblent avoir eu une organisation tribale avec, cependant, une complexité croissante et l'apparition de hiérarchies. L'enterrement des morts, qui jusqu'à cette période était généralement communautaire, devint plus individuel. Par exemple, alors qu'au Néolithique on utilisait des tombeaux à l'intérieur des cairns ou de longs tumulus pour y loger les morts, l'âge du bronze ancien vit apparaître l'enterrement en tumulus individuels, ou parfois en cistes recouvertes de cairns. Le gorgerin de Mold, trouvé dans le nord du pays de Galles, était déposé dans une telle ciste.

## Génétique et population
Selon une étude de paléogénétique parue en 2021, une seconde migration à grande échelle du continent vers la Grande-Bretagne semble s'être produite entre l'âge du bronze moyen et la fin de l'âge du bronze ou le début de l'âge du fer. En Angleterre et au pays de Galles, la proportion d'ascendance des premiers fermiers d'Europe (EEF) augmente durant cette période. L'Écosse n'aurait pas été concernée par ces changements. Les auteurs de cette étude suggèrent que l'arrivée de cette nouvelle population venue de France entre l'âge du bronze moyen et l'âge du bronze final a pu être le vecteur des langues celtiques en Grande-Bretagne, en accord avec certaines hypothèses linguistiques.

## Quelques sites
La culture de Deverel-Rimbury commença à émerger dans la seconde moitié de l'âge du bronze moyen (vers 1400 - 1100 av. J.-C.).
C'est dans le district d'East Cambridgeshire que la plus grande quantité d'objets en bronze d’Angleterre a été trouvée, notamment à Isleham où plus de 6 500 pièces ont été découvertes.